# Реликтовое холодное пятно

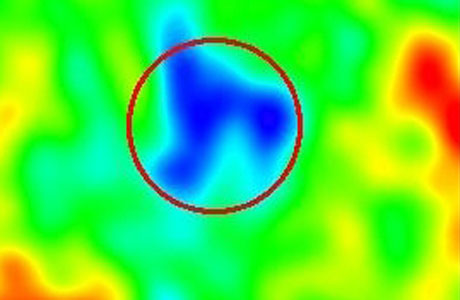
Обведённая область — реликтовое холодное пятно

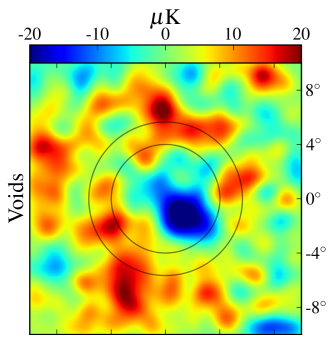
Соотношение между сверхпустотой и температурой реликтового излучения

Реликтовое холодное пятно или Сверхпустота Эридана (англ. CMB Cold Spot или Eridanus Supervoid) — область в созвездии Эридан с необычно низким микроволновым излучением и большими размерами по сравнению с ожидаемыми свойствами реликтового излучения. Реликтовое холодное пятно приблизительно на 70 мкК холоднее, чем средняя температура реликтового излучения (около 2,7 К), в то время как среднеквадратичное отклонение температуры в последнем составляет всего 18 мкК.

## Открытие и исследование
В 2004 году спутник WMAP составил карту микроволнового излучения Вселенной, рождённого через 380 000 лет после «Большого взрыва». На карте ясно просматривалось ярко-синее пятно приблизительно на 70 мкК холоднее, чем средняя температура реликтового излучения (около 2,7 К). По одной из версий, пятно могло произойти из-за неоднородной плотности раннего газа Вселенной. Это открытие поставило под сомнение постулаты космологической модели. В заключении исследователи сослались на несовершенство оптики и ошибки обработки.
Тема открытия, сделанного в 2004 году, снова всплыла после того, как было обнаружено несколько подобных аномалий.
В августе 2007 года профессор университета Миннесоты Лоуренс Рудник навёл на созвездие Эридана систему из 27 телескопов VLA и подтвердил наличие «холодного пятна».

## Параллельная вселенная
Существует гипотеза, что пустота могла возникнуть неподалёку от очень массивных объектов, к которым притягивалось всё вещество из соседних областей Вселенной. 
По спорным утверждениям некоторых физиков, реликтовое холодное пятно может быть отпечатком другой вселенной за пределами нашей, вызванным квантовой запутанностью между вселенными до их разделения космической инфляцией.
Профессор Университета Северной Каролины Лаура Мерсини-Хафтон считает:

Стандартная космология не может объяснить существование такой гигантской космической дыры.
Оригинальный текст (англ.)Standard cosmology cannot explain such a giant cosmic hole
— The void: Imprint of another universe?